# Batalla de Fulford
La batalla de Fulford se libró en los alrededores de la villa de Fulford, cerca de York en Inglaterra, el 20 de septiembre de 1066. El rey Harald III de Noruega, conocido como Harald Hardrada (El Despiadado), y su aliado inglés Tostig Godwinson derrotaron a los condes Edwin de Mercia y Morcar de Northumbria.
Tostig era el hermano desterrado de Haroldo Godwinson. Se había aliado con el rey noruego y la victoria de ambos fue decisiva para su ejército vikingo. Los condes de York podrían haberse parapetado tras los muros de la ciudad, pero decidieron enfrentar al enemigo vikingo a orillas del río Ouse. Durante todo un día las tropas inglesas trataron de abrir brecha en el muro de escudos vikingos, pero fue en vano. Morcar era rival de Tostig y le había desplazado como conde de Northumbria.
La derrota de Morcar y Edwin obligó al nuevo rey de Inglaterra, Haroldo II, a marchar al norte con su ejército, donde venció unos días después, el 25 de septiembre, a Hardrada y a Tostig en la batalla de Stamford Bridge. Sin embargo, de manera simultánea el duque Guillermo II de Normandía desembarcaba con otro ejército en el sur dispuesto a reclamar el trono inglés. Haroldo tuvo que regresar rápidamente sobre sus pasos para enfrentarse al nuevo enemigo, pero el esfuerzo de intentar detener ambas invasiones le supuso su derrota y muerte el 14 de octubre en la batalla de Hastings, inicio de la conquista normanda de Inglaterra.

## Trasfondo
El rey anglosajón Eduardo el Confesor había muerto el 5 de enero de 1066 sin descendencia. Al día siguiente, su cuñado Haroldo Godwinson fue coronado rey, pero los poderosos condes Edwin y Morcar desafiaron su autoridad en el norte de Inglaterra. Sin embargo, Haroldo se aseguró su lealtad con un oportuno matrimonio de su hermana Edith.
Tostig, hermano de Haroldo en el exilio, también reclamaba el trono inglés. En Flandes se hizo con un ejército con el que se enfrentó sin éxito a Edwin, conde de Mercia. Después marchó a Escocia bajo la protección del rey Malcolm III, y se alió con el rey Harald III de Noruega, otro pretendiente al trono inglés. Ambos zarparon hacia York remontando el río Ouse, desembarcaron cerca de la ciudad el 18 de septiembre y dos días después se toparon con las tropas de los condes Edwin y Morcar, leales al nuevo rey Haroldo.

## Batalla

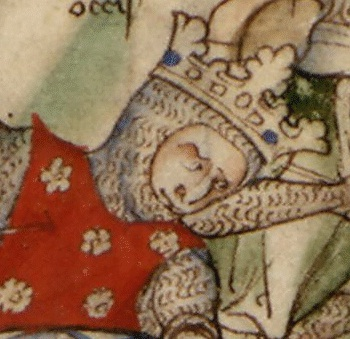
Ilustración de Harald III de Noruega

Los ingleses desplegaron sus fuerzas, unos 5000 hombres, para asegurar sus flancos. Sin embargo, los vikingos de Harald se encontraban en un terreno elevado, lo que les daba una ventaja crucial. Además, a espaldas de las fuerzas de Edwin y Morcar había una zona de marismas impracticable, por lo que su única opción era defender el terreno que ocupaban y por eso fueron los primeros en atacar. Las tropas vikingas todavía no habían llegado en su totalidad, por lo que cuando comenzó la batalla solo estaban disponibles unos 6000 hombres de los 10 000 con los que contaban Harald y Tostig.
El primer ataque inglés tuvo cierto éxito y empujó a las fuerzas de Harald hacia el cercano pantano, pero el rey noruego ordenó entrar en combate a sus mejores soldados contra los ya debilitados soldados ingleses. El desplazamiento de tropas vikingas desde su flanco derecho para atacar en el centro los dejó en inferioridad numérica, a pesar de lo cual ganaron terreno y consiguieron separar a los hombres de Edwin del resto de las fuerzas defensoras. Este decidió retirarse a la ciudad para preparar su última defensa.
Poco después llegaron al campo de batalla tropas vikingas de refuerzo que abrieron un tercer frente contra los ingleses de Morcar y los superaron en número. Aunque derrotados, Edwin y Morcar consiguieron salir con vida de la batalla. La ciudad de York se rindió a Harald y Tostig bajo la promesa de que los invasores no entrarían en la misma, quizá porque Tostig no quería que la que iba a ser su capital fuera saqueada. El ejército noruego se retiró hacia Stamford Bridge, 11 km al este de York, donde esperarían la llegada de varios rehenes.

## Repercusiones
Se ha estimado que en Fulford los noruegos contaron con unos 10 000 soldados, de los cuales intervinieron en la batalla unos 6000, mientras que los defensores sumaron unos 5000 hombres. Los dos bandos sufrieron numerosas bajas, unas 1650 entre ambos. Todos los relatos coetáneos coinciden en que en esta batalla los ejércitos de Mercia y Northumbria fueron aniquilados.
Debido a esta derrota de sus aliados, el nuevo rey Haroldo Godwinson se vio obligado a desplazarse con sus tropas desde Londres hasta York, 310 km a marchas forzadas, y allí tomó por sorpresa y derrotó a Hardrada y Tostig en la batalla de Stamford Bridge el 25 de septiembre de 1066. Mientras tanto, otro pretendiente al trono de Inglaterra, el duque Guillermo II de Normandía, desembarcaba en el sur al frente de una importante fuerza de invasión. Haroldo tuvo que regresar rápidamente al sur, dejando muchos hombres en el norte, para enfrentarse al nuevo rival en la batalla de Hastings el 14 de octubre de ese año, donde resultó derrotado y muerto en combate. Comenzó así la conquista normanda de Inglaterra, un verdadero punto de inflexión en la historia de Gran Bretaña. No cabe duda de que si Haroldo no hubiera tenido que combatir en el norte justo antes de la llegada de Guillermo, habría estado mejor preparado para enfrentarse al desafío normando y el desenlace en Hastings hubiera sido bien diferente.